# Massacre do Campo de Marte

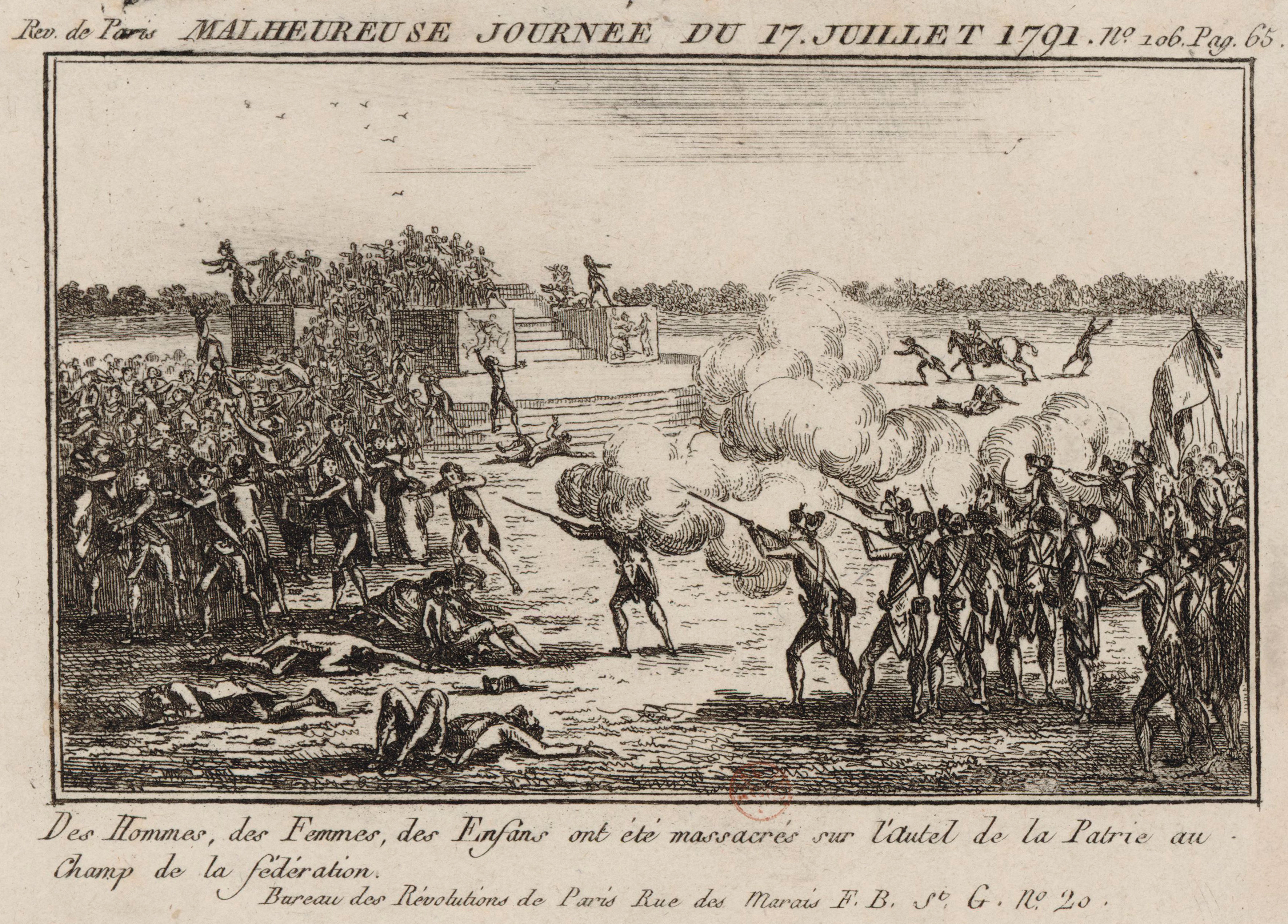
Gravura contemporânea de um artista anônimo. A legenda diz "Homens, Mulheres, Crianças foram massacrados no altar da pátria no Champ de la Fédération".

O Massacre do Campo de Marte ocorreu em 17 de julho de 1791 no Campo de Marte de Paris, contra uma multidão de manifestantes republicanos durante a Revolução Francesa. Dois dias antes, a Assembleia Nacional Constituinte emitiu um decreto que o rei Luís XVI manteria seu trono sob uma monarquia constitucional. Esta decisão veio após Luís e sua família terem tentado fugir da França no mês anterior, na Fuga de Varennes. Mais tarde naquele dia, líderes dos republicanos na França se manifestaram contra essa decisão.
Jacques Pierre Brissot, editor e principal escritor de Le Patriote français e presidente do Comité des Recherches de Paris, redigiu uma petição exigindo a remoção do rei. Uma multidão de 50.000 pessoas se reuniu no Campo de Marte em 17 de julho para assinar a petição, e cerca de 6.000 a assinaram. No entanto, duas pessoas suspeitas foram encontradas escondidas no Campo de Marte mais cedo naquele dia e foram enforcadas por aqueles que as encontraram. O prefeito de Paris, Jean Sylvain Bailly, usou esse incidente para declarar lei marcial. Lafayette e a Guarda Nacional sob seu comando conseguiram dispersar a multidão. Georges Danton e Camille Desmoulins lideraram a multidão, que voltou em maior número naquela tarde. Em retaliação, a Guarda Nacional disparou contra a multidão após tiros de aviso fracassados. O número exato de mortos e feridos é desconhecido; as estimativas variam de uma dúzia a 50 mortos.

## Antecedentes

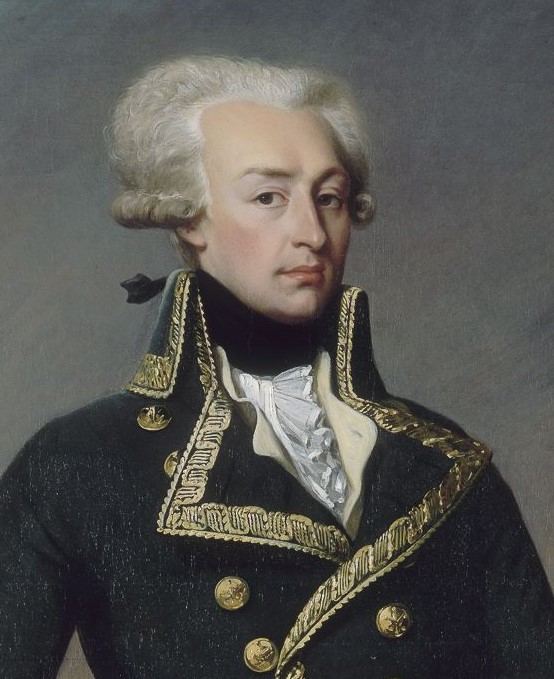
O Marquês de La Fayette

Após a Fuga do Rei Luís XVI e sua prisão em Varennes, acontecida na noite de 20 para 21 de junho de 1791, Luís XVI perdeu a confiança do povo. Apesar de a Assembleia Constituinte tentar salvar as aparências, mantendo a ficção de um rapto e não de uma fuga, a monarquia está desacreditada aos olhos do povo que desconfia que o rei esteja mancomunado com potências estrangeiras, beirando a traição. A ideia da abolição da monarquia e da instauração de uma república faz seu caminho. Em 15 de julho de 1791, Choderlos de Laclos redige para o Clube dos Cordeliers uma petição contra os decretos de 15 e 16 de julho que dariam novamente ao rei todos os direitos, sem formalmente exigir o fim da monarquia.

## O massacre
Em 16 de julho, agentes dos Cordeliers dirigem um agrupamento ao Campo de Marte para a assinatura desta petição que declara não reconhecer mais Luís XVI como rei. Tendo todas as autoridades recebido ordem da Constituinte de respeitar as leis e a tranquilidade pública, em 17 de julho uma multidão dirige-se ao Campo de Marte. Como a petição não havia ainda chegado por volta da uma hora, a multidão decide redigir uma nova petição no próprio local. Durante o tempo de espera pela petição e deliberações posteriores, o tumulto torna-se assustador. O Marquês de La Fayette, que se mantém diante dos signatários, à frente da Guarda Nacional de quem é comandante, é mal-recebido. O povo joga pedras contra a Guarda Nacional. Um homem atira contra La Fayette sem atingi-lo. Bailly, prefeito de Paris, tenta reprimir a revolta decretando a lei marcial que permite às forças da ordem de fazer uso de suas armas. La Fayette ordena a seus soldados para atirar com balas de festim porém a multidão, percebendo o embuste, volta a apedrejar os soldados. Bailly dá então ordem de atirar no povo, fazendo cerca de cinquenta mortos e centenas de feridos. Uma carga de cavalaria acaba de dispersar a multidão.

## Consequências
A popularidade de La Fayette sofreu muito com este incidente. Em 8 de outubro de 1791, demite-se do comando, antes de se retirar para suas terras. Conserva no entanto a vida, já que Bailly, a quem os "Sans-culottes" jamais perdoaram esse tiroteio, considerado crime contra o povo, pagou com a vida, subindo ao cadafalso em 12 de novembro de 1793. A princípio, este deveria ser guilhotinado no centro da esplanada do Campo de Marte, antes do caráter sagrado do local ser invocado para proibir o desenrolar da execução.

## Texto da petição
A seguir, está o texto do manifesto que estava sendo lido e assinado por cidadãos franceses no Champ de Mars no dia do massacre, 17 de julho de 1791:
Os franceses abaixo assinados, membros do povo soberano, considerando que, em questões relativas à segurança do povo, é seu direito expressar sua vontade para esclarecer e guiar seus deputados,
QUE nunca surgiu questão mais importante do que a deserção do Rei,
QUE o decreto de 15 de julho não contém nenhuma decisão referente a Luís XVI,
QUE, ao obedecer a esse decreto, é necessário decidir prontamente o futuro desse indivíduo,
QUE sua conduta deve formar a base dessa decisão,
QUE Luís XVI, tendo aceitado funções reais e jurado defender a Constituição, desertou o posto a ele confiado; protestou contra essa mesma Constituição em uma declaração escrita e assinada por sua própria mão; tentou, por sua fuga e suas ordens, paralisar o poder executivo e derrubar a Constituição em conluio com homens que hoje aguardam julgamento por tal tentativa,
QUE seu perjúrio, sua deserção, seu protesto, sem falar de todos os outros atos criminosos que os precederam, acompanharam e seguiram, envolvem uma abdicação formal da Coroa constitucional a ele confiada,
QUE a Assembleia Nacional assim julgou ao assumir o poder executivo, suspendendo a autoridade real e mantendo-o em estado de prisão,
QUE novas promessas de Luís XVI de observar a Constituição não podem oferecer à Nação uma garantia suficiente contra um novo perjúrio e uma nova conspiração.

CONSIDERANDO finalmente que seria tão contrário à majestade da Nação ultrajada quanto seria contrário ao seu interesse confiar as rédeas do império a um perjuro, um traidor e um fugitivo, [nós] demandamos formal e especificamente que a Assembleia receba a abdicação feita em 21 de junho por Luís XVI da coroa que lhe havia sido delegada, e providencie para seu sucessor de maneira constitucional, [e nós] declaramos que os abaixo assinados nunca reconhecerão Luís XVI como seu Rei, a menos que a maioria da Nação expresse um desejo contrário à presente petição